# Глинки (Ивано-Франковская область)
Глинки (укр. Глинки) — село в Ланчинской поселковой общине Надворнянского района Ивано-Франковской области Украины.
Население по переписи 2001 года составляло 184 человека. Занимает площадь 11.076 км². Почтовый индекс — 78450. Телефонный код — 03475.